# Lola Mora
Dolores Candelaria Mora Vega de Hernández o Dolores Mora Vega, ma più conosciuta col nome d'arte Lola Mora (El Tala, 17 novembre 1866 – Buenos Aires, 7 giugno 1936) è stata una scultrice argentina.

## Biografia

### Nascita e infanzia

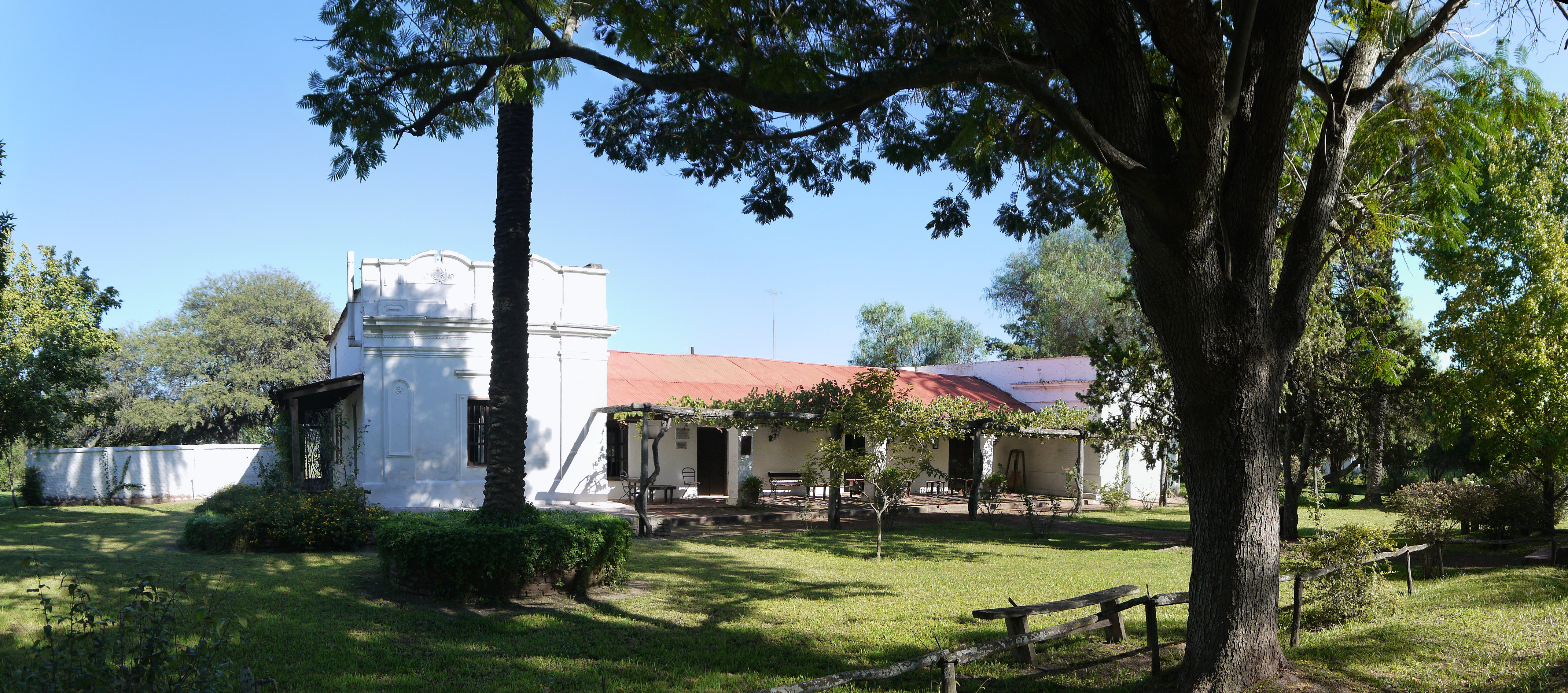
La casa natale di Lola Mora.

L'esatto luogo di nascita rimaneva una questione controversa: in passato si è ritenuta originaria della città di Trancas, in provincia di Tucumán.

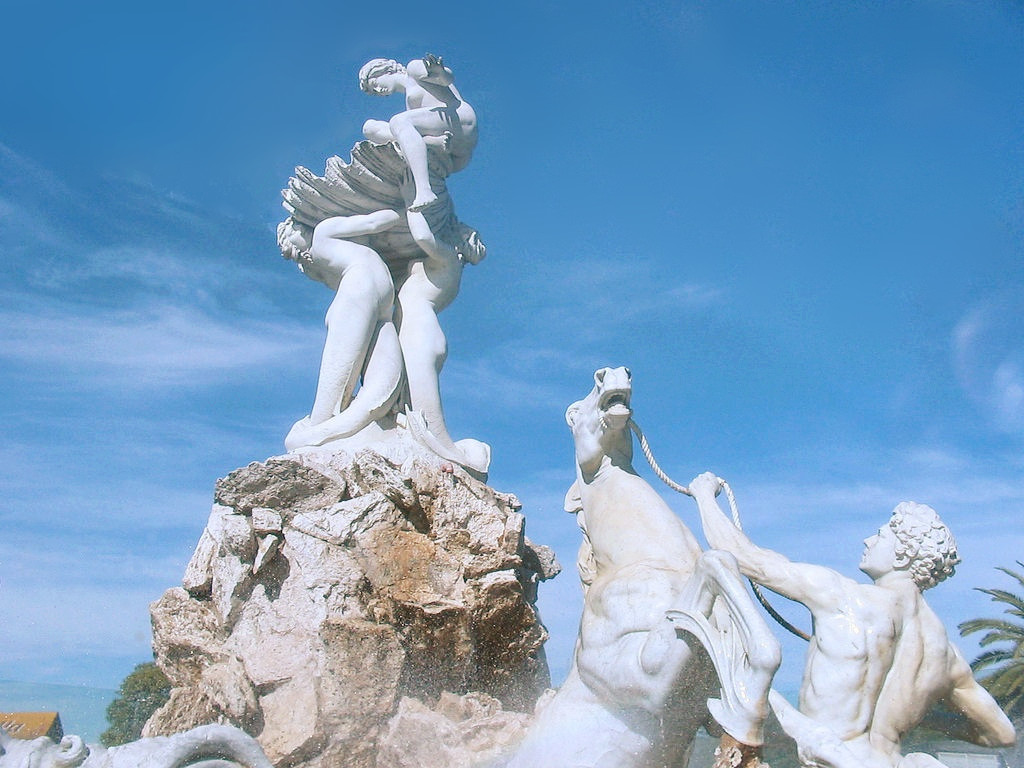
La Fuente de las Nereidas/Fontana delle Nereidi di Buenos Aires, il capolavoro di Lola Mora.

Suo padre, Romualdo Alejandro Mora, tucumano, raggiunse la città di El Tala (Provincia di Salta) nel 1857, dove si sposò il 16 marzo 1859 con Regina Vega, un'allevatrice qui nata. Lola Mora (Dolores Mora Vega Candelaria) nacque terza di sette figli, tre maschi e quattro femmine. Nel 1870, quando aveva 4 anni, la sua famiglia si trasferì stabilmente nella città di San Miguel de Tucumán.
Nell'agosto 1874, all'età di sette anni, iniziò gli studi presso l'esclusivo Colegio Sarmiento, scuola laica di Tucumán, ottenendo ottimi voti in quasi tutte le materie.

### Prima formazione artistica
A 20 anni avviò i suoi studi in belle arti col pittore italiano Santiago Falcucci (1856-1922), che le impartì lezioni private.
Proseguì la sua attività di formazione artistica trasferendosi a Roma, dove ebbe come insegnante principale Giulio Monteverde.

### Vita privata
Si sposò a 40 anni con un uomo che aveva metà dei suoi anni, Luis Hernández Otero, che lasciò un quinquennio dopo. La cerimonia civile si svolse il 22 giugno 1909 e la cerimonia religiosa il giorno successivo presso la Basílica de Nuestra Señora del Socorro.